# 유병열
유병열(1967년 3월 19일 ~ )은 대한민국의 음악가이다.

## 생애
- 1986년부터 헤비메탈밴드 메탈리언을 시작으로 활동하였다.
- 1991년 ~ 1994년까지 밴드 바람꽃에서 활동하였다.
- 1995년 윤도현의 첫 공연을 위한 기타 세션맨으로 참여.
- 1997년 윤도현 밴드가 결성되어 4집까지 윤도현 밴드의 기타 연주자로 활동하였다. 이때 〈먼훗날〉, 〈가리지 좀 마〉등의 곡은 유병열이 작곡하였다.
- 2000년 윤도현 밴드를 떠났다. (탈퇴)
- 밴드 비갠후, 뮤지컬 연출, 영화 OST 작곡 등 여러 가지 활동을 하다가 2007년 이자영, 나성호와 함께 이퍼블릭을 결성했다.
- "비갠후" 리더이자 기타리스트, 프로듀서로서 활동했으며. 또 KT&G 상상마당 라이브홀 음악감독 및 밴드 인큐베이팅 프로듀서를 담당했다.
- 현재 하드록 밴드 바스켓 노트의 리더이자 기타리스트로 활동하고 있다.
- 2016년 한국예술원 실용음악예술계열 기악전공 교수로 임용되었다.

## 음악 활동
밴드 바람꽃 - 1991~1994년 타이틀곡 "비와 외로움"
윤도현 밴드 - 1995~2001년 윤도현밴드 기타리스트 겸 프로듀서
- 2집 타이틀곡 "가리지좀마" 외 다수 작곡
- 3집 타이틀곡 "먼훗날"외 작사작곡 및 프로듀서
- 4집 한국 ROCK 다시 부르기 편곡 및 프로듀서
- 윤도현밴드 1st 라이브앨범

밴드 비갠후 - 2002~2012년 비갠후 기타리스트 겸 프로듀서
```
 멤버 유병열(기타), 
나성호
(드럼), 
김길중
(보컬), 광기(키보드), 
장재혁
(베이스)
```

- 2002년 밴드 비갠후 1집 앨범 활동(전곡 작사/작곡, 프로듀서)
- 2009년 밴드 비갠후 2집 발매 활동(전곡 작사/작곡, 프로듀서)
- 2011년 7월 비갠후 2.5집 앨범 발매(작사/작곡, 프로듀서)

밴드 바스켓 노트 - 2012~현재 바스켓노트 기타리스트 겸 프로듀서
```
 결성멤버 유병열(기타), 
나성호
(드럼), 
락교
(보컬), 
황현준
(베이스)
```

- 2013.05.17. MF엔터테인먼트 주관 ‘전설을 노래하다 - DIO Tribute’ 공연 – 클럽 프리버드
- 2013.07.31. 1st EP앨범 <My Story> 발매 - 배급:롤링컬처원
- 2013.08.24. 서울 단독공연 – 디딤홀(guest: 서문탁, 디아블로, 트랜스픽션, 브로큰발렌타인)
- 2013.08.25. 동두천 록 페스티벌 공연
- 2013.09~10  CBS라디오,시흥시 공동주최 뜨락 콘서트 출연 (3회)
- 2013.10.3.  전주세계소리축제 SORI-CLUB-PARTY 공연
- 2013.11.23. 락좀볼래 페스티벌 공연
- 2014.01.28. 국민TV 라디오 ‘채제민 김민기의 디디쇼’ 출연
- 2014.02.22. 서교보이스 ROCK-SHOW 페스티벌 공연
- 2014.05.11. 서울 단독 공연 – 디딤홀 (guest: YB)
- 2014.05.12. 1st 정규앨범 <Knock-on> 발매 - 배급:다날엔터테인먼트
- 2014.06.06. 그린블루 아웃도어 페스티벌 공연
- 2014.06.14. 경인방송FM ‘성우진의 한밤의 음악여행’ 출연
- 2014.08.03. 전주 단독 공연 - 라디오스타
- 2014.08.04. 국민TV 라디오 ‘채제민 김민기의 디디쇼’ 출연
- 2014.12.21. KT&G 상상마당 주최 ‘스틸크레이지’ 공연
- 2015.01.23. KT&G 상상마당 주최 ‘JUMP WA SHOW’ 공연
- 2015.05.16. F엔터테인먼트 주관 ‘Return of ROCK - DIO Tribute’ 공연 – 클럽 프리버드
- 2015.07. 멤버 나성호 탈퇴, 멤버 김정호 가입
- 2015.08.03. 제주 KCTV ‘바오젠 콘서트’ 출연
- 2015.11.05. imTV – 정봉주의 전국구 ‘이시영의 Ruready’ 출연

영화, 뮤지컬, 드라마
- 영화: 《정글스토리》, 《킬러들의 수다》, 《휘파람공주》, 《전갈군단》 음악 참여
- 뮤지컬: 하드락카페 음악감독 및 출연
- 드라마: MBC 주말드라마 《누나》 송윤아 테마곡 작사작곡, 드라마 《위대한 캣츠비》 여주인공 테마곡 작사작곡, 대하사극 《장길산》 음악 참여

프로듀서, 작사, 작곡, 편곡
- 1995~2001년 윤도현밴드 기타리스트 겸 프로듀서
- 2002년 히딩크 헌정앨범 프로듀서
- 록밴드 마루 1집 프로듀서, 천지인 1집 프로듀서, 메이데이 1집 프로듀서
- 페페인 2집 및 디지털싱글 프로듀서
- 티나크레카 프로듀서
- 미스터쏘울 1집 및 싱글앨범
- 신중현 트리뷰트, 산울림 트리뷰트, 옴니버스(리와인드)앨범 참여, 퓨전팀, 투지 연주곡 작곡
- 김성학 디지털 싱글, 비가 타이틀 작사작곡 편곡 연주, GNe 1집 프로듀서
- 2015 박성하 2집 프로듀서

프로젝트
- 옴니버스앨범 beyond 1,2집 프로듀서, S,K밀림 디지털싱글 프로젝트 프로듀서
- 케인즈토닉 ep앨범, 소울라이츠ep앨범, 에이첼인어스토리ep앨범, 메리제인ep앨범, 스패로우ep앨범, 알케미스트ep앨범 프로듀서
- KT&G 상상유니브 밴드앙상블 클래스 대표강사
- 2007년 밴드 이퍼블릭 앨범활동(문광부 이달의 우수신인상 수상)
- 2008~2011년 KT&G 홍대 상상마당 라이브홀 음악감독 및 밴드 인큐베이팅 프로듀서.
- 2010년 11월 유병열(YBY) 1st.솔로 앨범 발매(휘성 보컬참여,랩퍼 낮선 참여)
- 2011년 (故)게리무어 헌정공연, 12지신(대한민국 대표 기타리스트 12명)합동공연
- 2011년 3월 유병열(YBY) 2nd.솔로 앨범 발매 타이틀곡:"가슴이다"(with 윤도현), 게리무어 헌정곡 "Remember"수록 (feat.윤도현(YB), 김태원(부활), 최희선(위대한탄생)
- 2012년 12지신 두 번째 공연 참여
- 2015년 2월 유병열(YBY) 3rd. 솔로 앨범 발매
- 《나는 가수다》 윤도현 무대에서 기타리스트로 특별출연
- 인순이밴드 기타리스트 리더 활동
- 《불후의 명곡》 특집 - 소냐 무대의 초대 기타리스트로 2회 출연
- 2013년 허니기타프렌즈 - 전국투어(김목경,유병열,백이제) 공연 기타리스트
- 제마이티스기타(JPN), 길모어기타, 로한이펙터 전속 모델

세션
- 휘성, 빅마마, 인순이, 세븐, 거미, 태양, 최소리, 강타, 박혜경, 서문탁, 테이, 비바소울, 임형주, 백지영, 원티드, 하동균 등 월드투어, 라이브 및 스튜디오 세션활동, YG패밀리 일본투어 및 월드투어 등, 인순이-미국 카네기홀 공연세션, 메디슨 스퀘어가든 공연세션, 나는 가수다 전국투어 라이브 기타세션

## 경력
- 1998년 ~ 2001년까지 청운대학교 방송음악과 출강
- 현재 전남도립대 실용음악과 교수